# Jérôme Lalande
Joseph Jérôme Lefrançois de Lalande (Bourg-en-Bresse, 11 de julho de 1732 — Paris, 4 de abril de 1807) foi um astrônomo francês.
Consagrou-se no estudo dos planetas do sistema solar, publicando em 1759 uma edição corrigida das tabelas de Edmond Halley (1656-1742), onde adiciona uma história do cometa de Halley que foi observável aquele ano. Com a ajuda de Alexis Clairaut e de Nicole-Reine Lepaute, ele calcula a data de regresso e os elementos orbitais.
Em 1778 abandona temporariamente o estudo das estrelas para a hidrologia, redigindo "Des Canaux de Navigation, et spécialement du Canal de Languedoc".
Apresentou ca. 250 artigos sobre astronomia, contribuindo enormemente para a divulgação e popularização desta matéria. É o autor de uma crônica das ciências da sua época em dois volumes denominada "Bibliographie astronomique" (1804).
Os seus orientadores foram Joseph-Nicolas Delisle e Pierre Charles Le Monnier, e entre os seus orientados encontra-se Jean Baptiste Joseph Delambre.
Adquiriu fama com as publicações que emitiu sobre o trânsito de Vênus de 1769.
Jérôme Lalande é um dos 72 nomes na Torre Eiffel.

## Principais obras

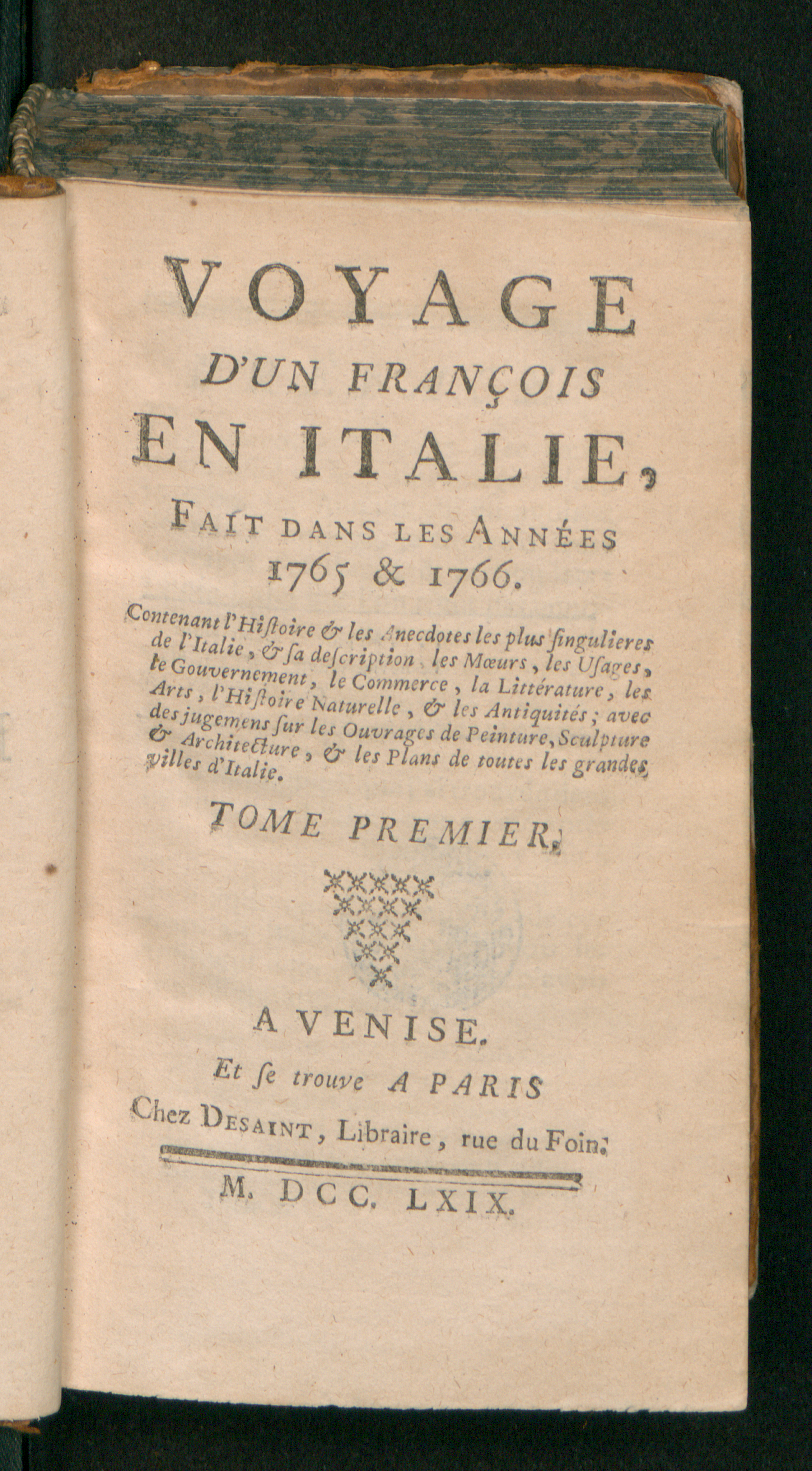
Voyage d'un françois en Italie, fait dans les années 1765 et 1766. Tome premier, 1769

- Traité d’astronomie (dois volumes, 1764, quatro volumes, de 1771 à 1781, três volumes, 1792).
- Astronomie des dames (1785).
- Abrégé de navigation (1793).
- Histoire céleste française (1801).
- Bibliographie astronomique (1803).
- Voyage d’un français en Italie (1769).
- Des Canaux de Navigation, et spécialement du Canal de Languedoc (1778).